# ムフタール・アッ＝サカフィー
アル＝ムフタール・ブン・アビー・ウバイド・アッ＝サカフィー（アラビア語: المختار بن أبي عبيد الثقفي, ラテン文字転写: al-Mukhtār b. Abī ʿUbayd al-Thaqafī, 622年 - 687年4月3日）は、イスラーム世界が第二次内乱の最中にあった685年にウマイヤ朝に対する反乱を起こしてイラクの大部分を18か月にわたり支配し、クーファを拠点にアリー家を支持する一派による革命運動を主導した人物である。
ムフタールはターイフで生まれ、幼い頃にイラクに移り、クーファで育った。イスラームの預言者ムハンマドの孫であるフサイン・ブン・アリーが680年にカルバラーの戦いでウマイヤ朝の手によって殺害された後、ムフタールはメッカでウマイヤ朝に対抗してカリフを称したアブドゥッラー・ブン・アッ＝ズバイルに協力したが、この協力関係は短命に終わった。ムフタールはクーファに戻り、正統カリフのアリー・ブン・アビー・ターリブの息子でフサインの異母弟であるムハンマド・ブン・アル＝ハナフィーヤをマフディーでありイマームであると宣言し、アリー家のカリフによる政権の樹立とフサイン殺害に対する報復を呼びかけた。ムフタールは685年10月にアブドゥッラー・ブン・アッ＝ズバイル派の総督を追放してクーファの支配権を握り、その後フサインの殺害に関与した人々の処刑を実行した。しかし、アブドゥッラー・ブン・アッ＝ズバイルとの敵対的な関係は、その弟でバスラの総督であったムスアブ・ブン・アッ＝ズバイルによるムフタールへの攻撃に発展し、最終的に4か月にわたるクーファの包囲戦の末、ムフタールの敗北と死という結果に終わった。
ムフタールは敗北したものの、その活動は広範囲にわたって強い影響を残すことになった。ムフタールの死後、その支持者たちは後にカイサーン派として知られる急進的なシーア派の一派を形成した。カイサーン派はいくつかのそれまでにない新しい教義を発展させ、後のシーア派のイデオロギーに影響を与えた。さらにムフタールはマワーリーと呼ばれる被征服民の改宗者の社会的地位を高め、マワーリーは政治的に重要な存在となっていった。そしてマワーリーとカイサーン派は60年後のアッバース革命で重要な役割を果たすことになった。また、ムフタールはイスラーム教徒の間で論争の対象となっている人物である。多くの人々から偽預言者として非難されたものの、アリー家を支援したことからシーア派からは崇敬を受けている。現代の歴史家の評価は、ムフタールを誠意のある革命家であったとするものから機会主義的な野心家であったとするものまでさまざまである。

## 背景

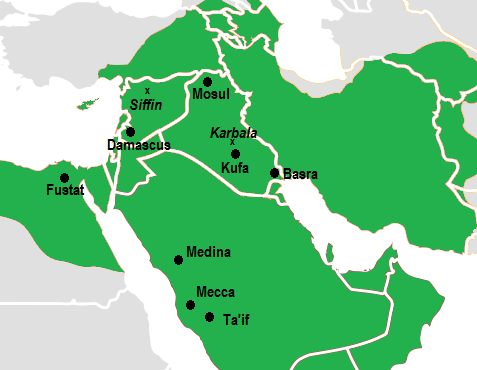
初期のイスラーム国家の主要都市の位置を表した地図（白線は現代の国境線）

ムフタールは622年（イスラームの預言者ムハンマドがマディーナに移住した年）にターイフでサキーフ族のイスラーム軍司令官であるアブー・ウバイド・アッ＝サカフィーとダウマ・ビント・アムル・ブン・ワフブ・ブン・ムアッティブの間に生まれた。632年のムハンマドの死後、アブー・バクルがカリフとなった。アブー・バクルは2年後に死去し、カリフの地位はアブー・バクルが開始したイスラーム教徒による征服活動を推し進めたウマル・ブン・ハッターブに引き継がれた。ウマルはムフタールの父親であるアブー・ウバイドをイラクの前線に派遣したが、アブー・ウバイドは634年11月のジスルの戦いで戦死した。当時13歳だったムフタールは、イスラーム教徒によるこの地域の征服後もイラクに残り、叔父のサアド・ブン・マスウード・アッ＝サカフィーによって育てられた。ウマルは644年にペルシア人奴隷のアブー・ルウルウによって暗殺され、後継者のウスマーン・ブン・アッファーンが12年間統治し、そのウスマーンも656年に反乱軍によって殺害された。
ウスマーンの死後、ムハンマドの従兄弟で娘婿であるアリー・ブン・アビー・ターリブがカリフとなり、イスラーム国家の首都をマディーナからイラクのクーファに移した。ムフタールはアリーの下でいくつかの小さな役職を務め、ムフタールの叔父はアル＝マダーインの近隣を治める総督となった。その後、シリアの総督であるムアーウィヤを含むムハンマドの数人のサハーバ（教友）がアリーの権威を認めることを拒否し、戦争が勃発した。657年6月から7月にかけて発生したスィッフィーンの戦いでは、ムアーウィヤの仲裁の呼びかけに応じた一部のアリーの部隊が戦闘を拒否したために、膠着状態のまま戦闘が終わった。アリーは渋々仲裁に同意したものの、後にハワーリジュ派と呼ばれることになるアリーの軍の一派が抗議して離脱し、アリーが仲裁を受け入れたことを冒涜的な行為であるとして非難した。仲裁はムアーウィヤとアリーの間の紛争を解決するには至らず、アリーは661年1月にハワーリジュ派の人物によって暗殺された。
アリーの長男のハサン・ブン・アリーがカリフとなったが、ムアーウィヤはハサンの支配権に異議を唱えてイラクに侵攻した。ハサンは部隊を動員している最中にアル＝マダーインの近郊でハワーリジュ派の者に襲われて怪我を負い、ムフタールの叔父の家に運ばれた。伝承によれば、そこでムフタールは叔父に政治的な便宜と引き換えにハサンをムアーウィヤに引き渡すことを勧めたが、叔父は拒絶した。661年8月にハサンはムアーウィヤと和平を結んでカリフの地位を放棄し、首都はダマスクスへ移された。ムアーウィヤは死の数年前に息子のヤズィードを後継者に指名し、ウマイヤ朝を成立させた。しかし、このヤズィードの指名は、ムアーウィヤが後継者を指名しないことを取り決めていた和平の条件に違反しているとしてアリー家の支持者の怒りを買った。ムフタールの初期の経歴に関する情報は乏しく、頻繁に記録に現れるようになるのは60歳前後となってからである。

## 反乱
680年4月にヤズィードがカリフに即位した頃、クーファのアリー家を支持する人々は、既に死去していたハサンの弟であるフサイン・ブン・アリーにヤズィードに対する反乱を率いるように要請した。フサインはこれを受けてクーファの政治的な動向を見極めるために従兄弟のムスリム・ブン・アキールを派遣した。ムフタールはこの時にクーファの自宅でムスリム・ブン・アキールを歓迎した。しかし、クーファの総督でムフタールの義父のヌウマーン・ブン・バシール・アル＝アンサーリーがムスリム・ブン・アキールとその支持者に対して厳しい態度を取らなかったために、ウバイドゥッラー・ブン・ズィヤードがヌウマーン・ブン・バシールの後任としてクーファに派遣された。ウバイドゥッラー・ブン・ズィヤードの弾圧と政治工作の結果、ムスリム・ブン・アキールは徐々に支持者を失い始め、予定よりも早く反乱を実行に移さざるを得なくなった。ムフタールは反乱が発生した時にクーファの街にはいなかった。ムフタールは知らせを聞いた後にクーファの周辺から支持者を集めようとしたものの、反乱は失敗に終わり、ムフタールが街に戻る前にムスリム・ブン・アキールは処刑された。ムフタールは逮捕され、総督の下へ連行されたが、反乱への関与は否定した。ムフタールが投獄されている間、フサインは680年10月10日のカルバラーの戦いでウバイドゥッラー・ブン・ズィヤードの部隊によって殺害された。その後、ムフタールは第2代カリフのウマルの息子であり、ムフタールの義理の兄弟であった実力者のアブドゥッラー・ブン・ウマルの介入によって釈放され、クーファを離れるように命じられた。

### メッカへの亡命

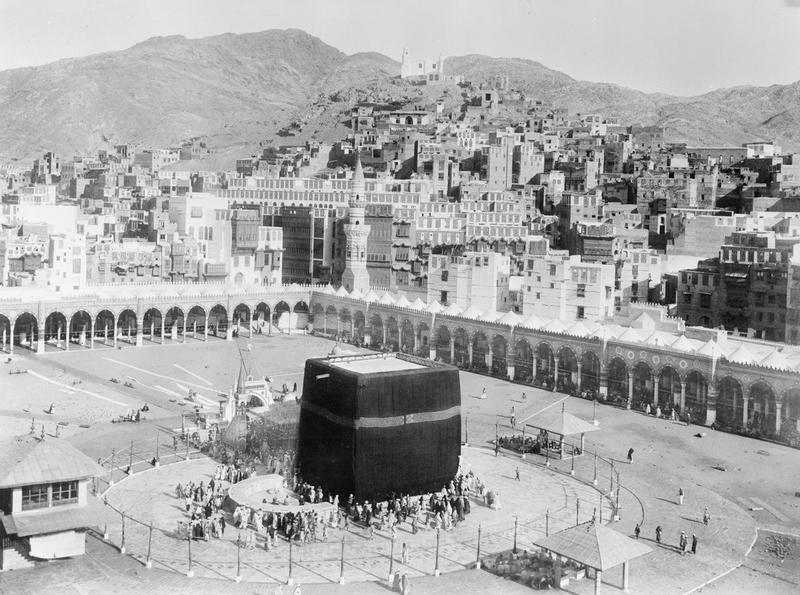
イブン・アッ＝ズバイルが本拠地としていたメッカとカアバ神殿（1907年）。ムフタールはイブン・アッ＝ズバイルの下で短期間過ごしたが、後にクーファへ戻った。

この頃までに、ムハンマドのサハーバであったアッ＝ズバイル・ブン・アル＝アウワームの息子のアブドゥッラー・ブン・アッ＝ズバイル（以下、イブン・アッ＝ズバイル）がメッカで密かに忠誠を獲得し始め、ヒジャーズ（アラビア半島西部）全域を支配するようになった。ムフタールはクーファを離れてメッカに向かい、重要な案件について相談相手となり、自身に高い地位を与えることを条件にイブン・アッ＝ズバイルへの忠誠を申し出たが、イブン・アッ＝ズバイルは提案を拒否した。ムフタールはその後ターイフに向かい、1年後にイブン・アッ＝ズバイルは助言者に説得され、同じ条件の下でムフタールの忠誠の誓いを受け入れた。その後、683年にウマイヤ朝のカリフのヤズィードがメッカを奪還するために軍隊を派遣した際にムフタールは街の防衛戦に参加した。ヤズィードが11月に死去するとウマイヤ朝の軍隊は撤退し、イブン・アッ＝ズバイルは公然とカリフの地位を宣言した。
ムフタールはクーファより訪れた人々から街がイブン・アッ＝ズバイルの支配下に入ったことを知らされたが、多くのクーファの人々は独立した自分たちの指導者を探し求めていた。そしてムフタールは自分こそがその探し求めている人物だと主張した。メッカにいる間にムフタールはアリーの息子でフサインの異母弟であるムハンマド・ブン・アル＝ハナフィーヤ（以下、イブン・ハナフィーヤ）に対し、フサインの死への復讐を果たしてイブン・ハナフィーヤのために政権を確保することへの同意を求めた。これに対してイブン・ハナフィーヤは拒否も同意もせず、流血を避けるべきだと答えた。以前にムフタールはフサインの息子のアリー・ザイヌル＝アービディーンに対し同じ提案をしていたが拒否されていた。ヤズィードの死の5か月後、ムフタールは自身との約束を守っていないと感じていたイブン・アッ＝ズバイルに対して立ち去る旨を告げることなくクーファへと去った。いくつかの記録では、イブン・アッ＝ズバイルがウマイヤ朝によるイラクの再征服への試みに対抗するために優秀な部隊を集めさせる指示とともに総督としてムフタールをクーファに送り出したとしている。しかし、これは現代の歴史家からは真実とは考え難い説明とみなされている。

### クーファへの帰還

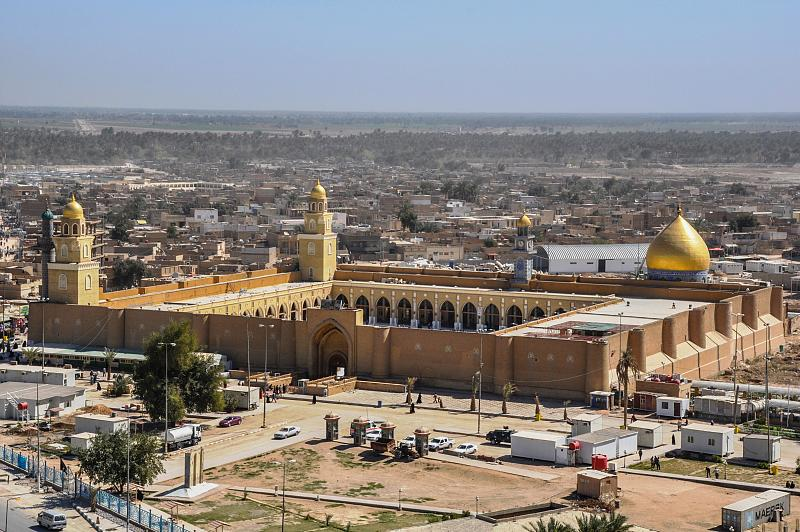
ムフタールの本拠地であったクーファの現代の街並みと墓所である大モスク

クーファでムフタールはフサインの殺害者に対する復讐のために兵を募集し始め、集まった者たちに対して勝利と幸運を約束した。一方では同じ頃にムハンマドのサハーバでアリー家の支持者であるスライマーン・ブン・スラドが、カルバラーの戦いが行なわれている間にフサインを助けることができなかったことへの償いとして、自らをタッワーブーン（悔悟者たち）と呼ぶウマイヤ朝と戦うためのクーファの人々による集団を結成した。タッワーブーンの運動はムフタールに困難な状況をもたらした。スライマーンはムハンマドのサハーバであったためにクーファの大部分のアリー家支持派の人々はスライマーンを支持し、結果としてムフタールは多くの新兵を引き付けることができなかった。ムフタールはタッワーブーンの行動を時期尚早であり失敗する運命にあるとして非難し、スライマーンは老齢で衰えており、軍事的な経験も欠いていると主張した。さらに、ムフタールはイブン・ハナフィーヤをマフディーと呼び、自分はそのマフディーの命に従って行動している副官であると主張して、およそ500人のマワーリー（被征服民のイスラームへの改宗者）を含む多くのアリー家の支持者を説得した。
ムフタールの主張の信頼性に疑念を抱いたアリー家の支持者の一団がイブン・ハナフィーヤへの確認を求めてクーファからメッカに向かった。これに対してイブン・ハナフィーヤは、預言者の一族の敵対者へ復讐するために神が必要としている人々に満足していると曖昧な返答をした。クーファから訪れた人々はこれをムフタールの主張を裏付けるものと解釈し、ムフタールの下に加わるために帰還した。ムフタールはまだ説得を試みていなかった有力なアリー家の支持者でナハ族の指導者であるイブラーヒーム・ブン・アル＝アシュタル（以下、イブン・アル＝アシュタル）を味方に引き入れるために、イブン・ハナフィーヤによって作成されたとムフタールが主張する手紙をイブン・アル＝アシュタルに示した。その中で、イブン・ハナフィーヤは表面上は自らをマフディーと呼び、イブン・アル＝アシュタルにムフタールを支援するように促していた。イブン・アル＝アシュタルはいくつかの疑念を示したものの、最終的にはムフタールに協力した。手紙は偽造されたものである可能性が高く、イブン・ハナフィーヤは反乱には関与しなかったとみられている。しかし、イブン・ハナフィーヤは自分の名前を用いることを容認し、ムフタールの活動を否定しなかった。さらに、イブン・ハナフィーヤは自分を支持するクーファの人々への訪問を望んだものの、真のマフディーは剣を突き立てられても死なないだろうという話がムフタールによって広められているという噂を耳にしたために、クーファへの訪問は思いとどまった。
684年にイブン・アッ＝ズバイルはクーファの総督としてアブドゥッラー・ブン・ヤズィードを任命した。ムフタールを恐れたアブドゥッラー・ブン・ヤズィードはムフタールを投獄したが、しばらくしてアブドゥッラー・ブン・ウマルがムフタールのために仲裁に乗り出し、ムフタールは政権と敵対する活動を控えることを約束した後に釈放された。

### イブン・アッ＝ズバイル派の総督の追放
しかしながら、ムフタールは釈放後に革命に向けた運動を再開させた。タッワーブーンは685年1月にアイン・アル＝ワルダの戦いでウマイヤ朝軍に敗北し、アリー家を支持するクーファの人々の大半が忠義の対象をムフタールに移した。イブン・アッ＝ズバイルは予想された混乱を封じ込めるために総督をアブドゥッラー・ブン・ヤズィードからアブドゥッラー・ブン・ムティーに交代させたものの、効果はなかった。ムフタールとその支持者たちは685年10月19日の木曜日に総督を打倒し、クーファの支配権を握る計画を立てた。10月17日の夜、ムフタールの配下の部隊が総督側の部隊と衝突した。ムフタールは火を起こして予定より早まった反乱の宣言の合図を自身の部隊に送った。10月18日水曜日の夜までに総督側の部隊は敗北し、アブドゥッラー・ブン・ムティーは身を潜めた。しかし、アブドゥッラー・ブン・ムティーはムフタールに助け出され、バスラへと逃れた。翌朝、ムフタールはモスクにおいて「神の書、預言者のスンナ、預言者の一族のための復讐、そして弱者の擁護と罪人との闘争」に基づく忠誠をクーファの人々から受けた。

## イラクの支配

ムフタールがイラクの大半を支配下に置いていた686年頃のイスラーム世界の第二次内乱期の勢力図
アブドゥルマリク・ブン・マルワーン（ウマイヤ朝）の支配地域
ムフタール・アッ＝サカフィーの支配地域
アブドゥッラー・ブン・アッ＝ズバイルの支配地域
アブドゥッラー・ブン・アッ＝ズバイルを支持する勢力の支配地域
ハワーリジュ派の支配地域

ムフタールの反乱に対する支持はアラブ部族の支配層とマワーリーという二つの異なる集団から成り立っていた。当初、ムフタールは双方の集団間の対立を仲裁し、両者を宥めようとした。モースルとアル＝マダーインの総督を含むほとんどの政府の要職はアラブ人に与えられた。一方、それまで下層民として扱われていたマワーリーは戦利品と軍の俸給を受け取る資格を与えられ、馬に乗ることも認められた。ムフタールは自身の下に加わった多くのマワーリーの奴隷を解放すると宣言し、その結果マワーリーからの支持が増加した。ムフタールの護衛にはアブー・アムラ・カイサーンに率いられたマワーリーも配属されていた。しかし、アラブ人の支配層はマワーリーに対するムフタールの政策に動揺した。この段階でムフタールはイラクのほとんどの地域とその統制下にあったアルミニヤ、アーザルバーイジャーン、ジバール、およびジャズィーラの一部を支配していた。しかしながら、イブン・アッ＝ズバイルの支配下にあったイラク南部のバスラを奪うためのムフタールの支持者たちによる努力は成功しなかった。この頃までに西方ではウマイヤ朝のカリフのアブドゥルマリク・ブン・マルワーンがシリアにおける権力を掌握し、失われた地域の支配権の回復に乗り出していた。

### 反対派のクーデター
アイン・アル＝ワルダの戦いの1年後にウマイヤ朝の軍隊がモースルを占領し、さらにクーファへ向かった。ムフタールはヤズィード・ブン・アナスが指揮する3,000人からなる騎兵隊を派遣し、686年7月17日にモースルの近郊で自軍の2倍の規模であったウマイヤ朝軍を破った。その夜、シリア人捕虜全員の処刑を命じた後にヤズィード・ブン・アナスは病で没した。指揮官を失ったクーファの部隊は別のウマイヤ朝の部隊を前にして撤退した。クーファではムフタールの軍が敗北し、ヤズィード・ブン・アナスが殺害されたという噂が広まった。これに対してムフタールはイブン・アル＝アシュタルが率いる7,000人の増援部隊を派遣した。この時、マワーリーへの優遇措置によってムフタールとの関係が冷え込んでいたアラブ人の支配層が軍隊の不在を利用してムフタールの宮殿を包囲し、ムフタールを打倒しようとした。反乱者はアラブ人の威信を奪ったとしてムフタールを非難した。
ムフタールとその一派は我々の敬虔な先祖との縁を絶った。ムフタールは我々の奴隷とマワーリーをそそのかし、彼らの立場を引き上げ、我々の国の歳入の分け前を彼らに与えるか約束した。こうしてムフタールは我々から奪っていった…
包囲にもかかわらずムフタールはイブン・アル＝アシュタルを呼び戻すことができた。クーファを発った3日後にイブン・アル＝アシュタルの軍がクーファに引き返し、反乱を鎮圧した。

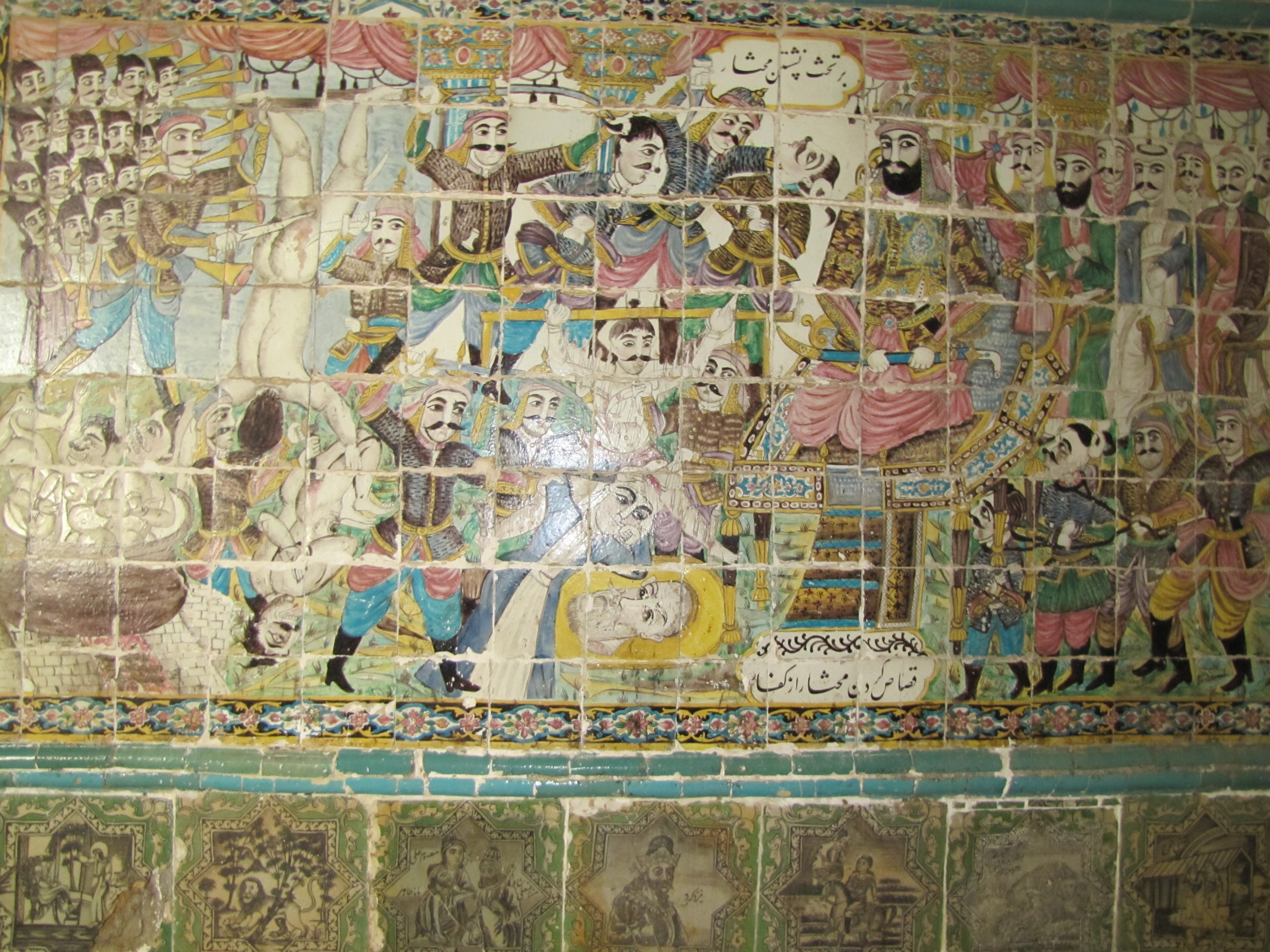
ムフタールがフサイン・ブン・アリーの殺害に関与した人々への処罰を監視している様子を描いたケルマーンシャーのタイルワーク

ムフタールは反対派を排除した後にカルバラーの戦いに関与した者に対する報復行為に乗り出し、ウマル・ブン・サアドとシャムル・ブン・ズィール＝ジャウシャンを含むほとんどの関与者を処刑した。およそ10,000人のクーファの人々がバスラに逃れた一方で、多くの者がカルバラーにおける直接的、または間接的な関与を口実に殺害され、逃亡者の家の多くが破壊された。この行動はムフタールに対するアラブ人の支持をさらに減らすことになり、ムフタールはますますマワーリーに依存するようになった。

### ハーズィルの戦い
クーファに対する支配を回復した2日後、ムフタールは接近中であったウバイドゥッラー・ブン・ズィヤードが率いるウマイヤ朝軍へ対抗するために、総勢13,000人の軍隊とともにイブン・アル＝アシュタルを派遣した。一部のムフタールの兵士が椅子を担いでその周りを周回し、自分たちはアリーの信者であり戦いで勝利を授かるであろうと声を上げた。この行動はムフタールの発案であったといわれている。ムフタールはより信仰心の厚い人々の間での支持を増やすためにこの行為を思い付き、椅子を契約の箱になぞらえた。しかし、東洋学者のユリウス・ヴェルハウゼンは、ムフタールは兵士たちの熱意を必要としていたために椅子を担ぐ行為を認めたが、行為自体はムフタールの発案ではなかったと主張している。双方の軍隊は686年8月初旬にハーズィル川のほとりで対決した。結果はイブン・アル＝アシュタルの軍がウマイヤ朝軍に勝利し、ウバイドゥッラー・ブン・ズィヤードやフサイン・ブン・ヌマイル・アッ＝サクーニーを含む多くのウマイヤ朝軍の高位の指揮官が戦死した。戦闘の正確な日付は不明であるものの、一部の史料は8月6日としており、フサインが死亡したムハッラム月10日と一致させている。ウバイドゥッラー・ブン・ズィヤードの死はフサインの殺害者たちに対する復讐というムフタールの約束の成就であると見なされた。

### イブン・アッ＝ズバイルとの関係
アブドゥッラー・ブン・ムティーの追放からしばらく経った後、ムフタールは、十分に尽くしたにもかかわらず約束を守り続けようとしなかったイブン・アッ＝ズバイルに対して不満を漏らしていた。しかしながら、ムフタールは必要であればイブン・アッ＝ズバイルを支援した。イブン・アッ＝ズバイルはムフタールがまだ忠誠心を持ち合わせていると考えていたが、ムフタールはイブン・アッ＝ズバイルが任命した総督であるウマル・ブン・アブドゥッラフマーンにクーファの支配権を譲ることを拒否した。ウマルはムフタールに脅され、賄賂を受け取った後に街を去った。
686年にイブン・アッ＝ズバイルを追放することを目的としたウマイヤ朝軍によるマディーナへの攻撃が差し迫っていた際に、ムフタールはイブン・アッ＝ズバイルへの軍事支援を装った行動を起こした。イブン・アッ＝ズバイルはムフタールの支援を受け入れ、マディーナの北にある谷のワーディー・アル＝クラーへ部隊を向かわせるように要求した。しかし、ムフタールはワーディー・アル＝クラーへ部隊を送る代わりに、別途指示があるまでの間マディーナに入りそこで待機するためのいくつかの指図とともに、シュラフビール・ブン・ワルスが指揮する3,000人の部隊を派遣した。これに対してイブン・アッ＝ズバイルは、シリア軍の到来を見越し、もしムフタールの支持者たちが移動を拒否した場合には殺害するようにという指示とともに親友のアッバース・ブン・サフルに総勢2,000人の部隊を与えてシュラフビールとその部隊をワーディー・アル＝クラーへ送り届けさせようとした。そしてシュラフビールは実際にこの移動を拒否したため、シュラフビールとその部隊の大半の者が殺された。これを受けてムフタールはイブン・ハナフィーヤにアリー家のためにこの地域を占領する計画が失敗したことを知らせ、もしムフタールがイブン・ハナフィーヤのために行動していることを都市の住民に伝えるのであれば別の部隊をマディーナに派遣すると申し出た。しかし、イブン・ハナフィーヤは流血の事態となることへの反対を理由にこれを拒否した。イブン・アッ＝ズバイルはムフタールの意図に気づき、さらにはヒジャーズでのアリー家支持派による反乱を恐れたために、ムフタールに忠誠を強要し、追従することを期待してイブン・ハナフィーヤを拘束した。イブン・ハナフィーヤはムフタールに救助を要請し、ムフタールはイブン・ハナフィーヤを解放するために総勢4,000人の部隊を派遣した。この出来事はメッカとクーファの関係のさらなる悪化を招くことになった。

## 死
ムフタールはウバイドゥッラー・ブン・ズィヤードの殺害とカルバラーの戦いへの関与者の処刑によってフサインの血の復讐という目標を達成したものの、同時に目標を達成したことによって反乱への求心力も急速に失われていくことになった。クーファからバスラに逃れた避難民の中で最も著名な人物であったシャバス・ブン・リビーとムハンマド・ブン・アル＝アシュアスが、ムフタールと戦うようにイブン・アッ＝ズバイルの弟でバスラの総督であるムスアブ・ブン・アッ＝ズバイルを説得した。ムスアブはこれに応えてハワーリジュ派との戦いに従事していた自身の配下の中で最も経験豊富な将軍であるムハッラブ・ブン・アビー・スフラを召喚してクーファに対する攻撃を開始した。ムスアブの軍隊のかなりの部分は以前にムフタールの報復行為から逃れてきたクーファの支配層の人々から成っていた。クーファのムフタールの軍の規模は史料によって3,000人から60,000人までの幅があるが、実際の規模がどの程度であったかは不明である。クーファの軍隊はバスラとクーファの間のティグリス川沿いに位置するマザールでの戦闘とクーファ近郊の村のハルーラーにおける戦闘で連続して敗北を喫し、クーファへ撤退した。
その後、ムスアブはクーファのムフタールの宮殿を4か月にわたって包囲した。当時モースルの総督であったイブン・アル＝アシュタルは、ムフタールに救援を要請されなかったか、ムフタールの召喚を拒否したためにムフタールを救おうとはしなかった。いずれにせよイブン・アル＝アシュタルは後にムスアブの下に降った。687年4月3日、ムフタールは19人の支持者を伴って宮殿から打って出たが（残りの者は戦うことを拒否していた）、戦闘で殺害された。残りのおよそ6,000人のムフタールの支持者たちは降伏したものの、ムスアブはムハンマド・ブン・アル＝アシュアスとその息子のイブン・アル＝アシュアス、そしてその他の有力者たちから迫られたためにこれらのムフタールの支持者を処刑した。ムフタールの妻の一人のウムラ・ビント・ヌウマーン・ブン・バシール・アル＝アンサーリーは夫の思想を非難することを拒否し、その結果として処刑されたが、他の妻はムフタールを非難したために助命された。ムフタールの手は切断され、モスクの壁に掛けられた。伝承によれば、ムフタールの墓はクーファの大モスクの裏手にあるムスリム・ブン・アキールの霊廟の内部に存在する。しかし、いくつかの史料ではムスアブがムフタールの遺体を焼却したとしている。

## 遺産
ムフタールの支配は2年に満たなかったものの、その思想はムフタールの死後も生き残った。マワーリーの重要性が増したのはムフタールの統治期間中における出来事であったが、クーファのアラブ人の支配層からの不満も大きかった。ムフタールはイブン・ハナフィーヤをマフディーでありイマームであると宣言した。これはおそらくイスラームの歴史におけるマフディーへの最初の言及であった。その後、この思想は特にシーア派において影響力を持つようになり、シーア派の中心的な教義の一つとなった。また、ムフタールはバダー（神の意思の変化）の概念を導入した最初の人物でもあった。ムフタールは勝利を約束されたと主張していたマザールの戦いで敗北した後、神はその意向を変えたと語った。
ムフタールの支持者たちの集団は、後にカイサーン派として知られる独特のシーア派の一派に発展した。カイサーン派の人々はマフディーの「隠れ」（ガイバ）と「再臨」（ルジューウ）の教義を導入した。イブン・ハナフィーヤの死後、一部のカイサーン派の人々は、イブン・ハナフィーヤは死んだのではなくマディーナに近いラドワー山に身を隠しており、いつの日かこの世の不正を断つために復活すると信じた。しかしながら、ほとんどのカイサーン派の人々はイブン・ハナフィーヤの息子であるアブー・ハーシムをイマームと宣言した。その後、アブー・ハーシムは死去する前にイマームの称号をアッバース家のムハンマド・ブン・アリーに譲った。アッバース家はウマイヤ朝を打倒する革命においてプロパガンダの道具としてこれを利用することで正当性を高め、アリー家を支持する民衆に支持を訴えた。最終的に、ムハンマド・ブン・アリーの息子のうち、サッファーフとマンスールの二人がアッバース朝を成立させることになった。ヴェルハウゼンは、軍隊においてアラブ人とマワーリーの両方を採用し、両者を平等に扱ったムフタールと、アッバース革命を主導した人物の一人であるアブー・ムスリムの類似点を指摘している。また、ヴェルハウゼンは「再臨の教義が正しいのであれば、フタルニアのアラブ人（ムフタール）はフタルニアのマウラー（アブー・ムスリム）の中で再びよみがえった」と記している。
多くのイスラーム教徒はムフタールを預言者と同様の存在であると主張した嘘つきと見なし、アリー家にとっては権力を得るために家名を利用した敵であり、アリー家を支持する人々の間での支持を固めるためにフサインを殺害した者たちを処刑したと考えている。ヴェルハウゼンによれば、ムフタールははっきりと自分を預言者であるとは言わなかったものの、古代のアラビアの占い師が用いた押韻散文（サジュウ）による表現で自慢話と自身の極端な主張を吹聴したために、その主張は定着することになった。イスラームの預言者ムハンマドは次のように語ったと伝えられている。「サキーフ族に大きな嘘つきと破壊者が現れるであろう」。多くのイスラーム教徒にとってサキーフ族の嘘つきはムフタールであり、破壊者はアル＝ハッジャージュ・ブン・ユースフである。一方、シーア派の人々は、フサインとその盟友の殺害者に報復したムフタールをアリーとその一族の誠実な擁護者であるとみなしている。さらには、預言者の自称、カイサーン派における役割、そして権力への欲望に対して向けられたムフタールへの非難は、ウマイヤ朝とイブン・アッ＝ズバイルの一派によるプロパガンダであると主張している。しかし、初期のシーア派においては、ハサン・ブン・アリーに対する態度とムスリム・ブン・アキールの反乱時に無能と言い立てられたことに起因する敵意を込めた評価が存在した。後の時代にシーア派の大多数がムハンマドの娘であるファーティマの系統の子孫を支持したように、ファーティマの息子ではなかったイブン・ハナフィーヤを擁立したこともこのような評価の一因となった可能性がある。

### アリー家の評価
アリー家の著名な人物がムフタールをどのように見ていたかについては複数の異なる説明が存在する。ある記録では、フサインの息子で第4代のシーア派のイマームであるアリー・ザイヌル＝アービディーンがウバイドゥッラー・ブン・ズィヤードとウマル・ブン・サアドの首を見た後にムフタールのために祈りを捧げたと述べている。一方、他の記録ではアリー・ザイヌル＝アービディーンがムフタールの貢物の受け取りを拒否し、ムフタールを嘘つきと呼んだと記している。フサインの孫であるムハンマド・アル＝バーキルは、「ムフタールを悪く言ってはいけない。ムフタールは我々の一族を殺害した者を殺して血の復讐を果たそうとし、一族の未亡人のために再婚を手配した」と賛意を示した。ムフタールの息子がムフタールについての意見をアル＝バーキルに求めた時には、アル＝バーキルはムフタールにさらなる賛辞を寄せた。フサインの曾孫のジャアファル・アッ＝サーディクは、「ハーシム家の女性たちは、ムフタールがフサインを殺した者たちの首を持って自分たちの許に来るまで髪をとかしたり染めたりしなかった」と述べ、ムフタールがアリー・ザイヌル＝アービディーンに関することでよく嘘をついていたと語っていたことが伝えられている。

### 現代の学者の評価
初期の歴史的な説明はムフタールを否定的な視点から述べている点で一致しているものの、現代の歴史家はさまざまな見方をしている。ヴェルハウゼンは、ムフタールは極端な主張を行い、自分の名前では目標を達成できなかったために必要に迫られてイブン・ハナフィーヤの名前を不当に利用したと論じ、ムフタールは自分を預言者であると主張こそしなかったものの、自分がその一人であるかのような印象を作り出すためにあらゆる努力を払い、あたかも神の助言が存在するかのように語りかけていたと記している。そしてそのような態度にもかかわらず、ムフタールは自分が生きた時代の社会的な格差を根絶しようと努めた誠意のある人物であったと結論付けている。また、ヴェルハウゼンはムフタールを「未来を先取ったイスラームの歴史で最も重要な人物の一人」と呼んでいる。一方、歴史家のヒュー・ナイジェル・ケネディは、ムフタールはクーファの人々が団結した連合体を作ろうと試みた革命家であったが、内部分裂に悩まされ、アリー家からは見捨てられたと記している。また、ムフタールは死の前に次のように語ったと伝えられている。
私はアラブ人の一人だ。イブン・アッ＝ズバイルがヒジャーズの支配権を手に入れ、ヤマーマのナジュダ（ハワーリジュ派の指導者）とシリアのマルワーン（ウマイヤ朝のカリフ）が同じことをした姿を見たが、自分が他のアラブ人よりも劣っているとは思わなかった。それ故に私はこの地を奪い、彼らのような支配者の一人になった。他のアラブ人たちが顧みなかった預言者の一族の血の復讐を成し遂げようとしたことを除いて。私は預言者の一族の血を流すことに加わったすべての者を殺した。そして私は今日までそうし続けてきた…
中東学者のモシェ・シャロンは、これをムフタールの活動の正確な説明であると述べている。一方、イスラーム研究家のアブドゥルアズィーズ・サチェディーナは、ムフタールについて、自身の利益のために民衆の宗教的な感情を操った野心的な政治家であったと評している。

## 大衆文化
カルバラーの物語が語られている『マクタル・ナーマ』と同様に、サファヴィー朝の時代にムフタールの生涯と活動を詳述したさまざまな『ムフタール・ナーマ』が著された。2009年にはムフタールの生涯と反乱をシーア派の視点から描いたイランのテレビシリーズである『モフタール・ナーメ』が制作された。